# Agusan do Norte
Agusan do Norte é um província de  classe de renda da terceira província (d) na região Caraga (Região XIII), nas Filipinas. De acordo com o censo de 1 de maio  de  2020 possui uma população de 387 503 pessoas e 91 016 domicílios. A sua capital é Cabadbaran.

## Geografia
Situada na ilha de Mindanau,  linda a norte com Surigao do Norte, ao sul com Surigao do Sur e ao este com  Agusan do Sur, ao oeste com Misamis Oriental. . A baía de Butuan, situada an noroeste,  abre a província ao  Mar de Bohol. O lago Mainit encontra-se ao norte sendo compartilhado com a província de Surigao do Norte.

## Divisão administrativa
Politicamente a província de Agusan do Norte divide-se em 10 municípios e 2 cidades Butuan (Highly Urbanized) e Cabadbaran (Component). Conta com 253 barangays.
Consta de 2 distritos para as eleições do congresso.
| Cidade/Município     | N.º de Barangays | População (2010) | Área (km²) | Código    |
| -------------------- | ---------------- | ---------------- | ---------- | --------- |
| Buenavista           | 25               | 56.139           | 475.61     | 160201000 |
| Cidade de Butuan     | 86               | 309.709          | 816.62     | 160202000 |
| Cidade de Cabadbaran | 31               | 69.241           | 214.44     | 160203000 |
| Carmen               | 8                | 19.781           | 311.02     | 160204000 |
| Jabonga              | 15               | 23.833           | 293.00     | 160205000 |
| Kitcharao            | 11               | 17.377           | 171.92     | 160206000 |
| Las Neves            | 20               | 26.856           | 582.69     | 160207000 |
| Magallanes           | 8                | 21.481           | 44.31      | 160208000 |
| Nasipit              | 19               | 40.663           | 144.40     | 160209000 |
| Santiago             | 9                | 20.955           | 275.61     | 160210000 |
| Tubay                | 13               | 20.426           | 138.09     | 160211000 |
| Remedios T Romualdez | 8                | 15.735           | 79.15      | 160212000 |

## Economia
A grande parte da economia de Agusan do Norte é de agricultura, e a província é o produtor principal de arroz do país.

## Idiomas
O cebuano é o idioma principal da província.

## História
a 16 de junho de 1967 a província de Agusan divide-se em duas: Agusan do Sur e Agusan do Norte.

## Subdivisões
Municípios
- Buenavista
- Carmen
- Jabonga
- Kitcharao
- Las Nieves
- Magallanes
- Nasipit
- Remedios T. Romualdez
- Santiago
- Tubay

Cidades
- Cabadbaran
- Butuan  (Administrativamente independente da província mas agrupado sobre Agusan do Norte pela Philippine Statistics Authority.)